# Луде
Это — статья о населённом пункте. О художнике см. Альфред Луде.
Луде́ (фр. Loudet, окс. Lodet) — коммуна во Франции, находится в регионе Юг — Пиренеи. Департамент — Верхняя Гаронна. Входит в состав кантона Монрежо. Округ коммуны — Сен-Годенс.
Код INSEE коммуны — 31305.

## География

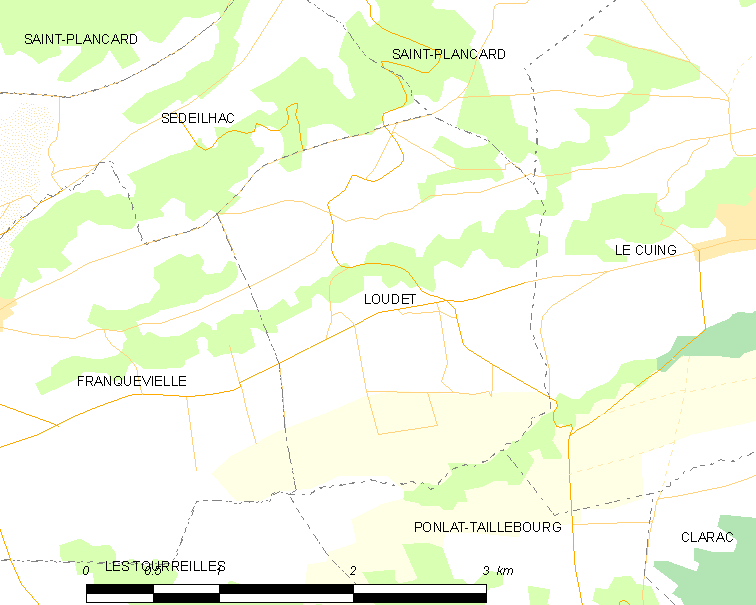
Карта коммуны

Коммуна расположена приблизительно в 650 км к югу от Парижа, в 90 км к юго-западу от Тулузы.

## Климат
Климат умеренно-океанический. Зима мягкая и снежная, весна характеризуется сильными дождями и грозами, лето сухое и жаркое, осень солнечная. Преобладают сильные юго-восточные и северо-западные ветры.

## Население
Население коммуны на 2010 год составляло 206 человек.
| 1962 | 1968 | 1975 | 1982 | 1990 | 1999 | 2010 |
| ---- | ---- | ---- | ---- | ---- | ---- | ---- |
| 232  | 231  | 232  | 236  | 212  | 218  | 206  |

## Администрация
| Период | Период | Фамилия     | Партия | Примечания |
| ------ | ------ | ----------- | ------ | ---------- |
| 2001   | 2008   | Луи Бюзон   |        |            |
| 2008   | 2020   | Эрве Атьель |        |            |

## Экономика
В 2010 году среди 121 человека трудоспособного возраста (15—64 лет) 94 были экономически активными, 27 — неактивными (показатель активности — 77,7 %, в 1999 году было 68,3 %). Из 94 активных жителей работали 87 человек (46 мужчин и 41 женщина), безработных было 7 (5 мужчин и 2 женщины). Среди 27 неактивных 12 человек были учениками или студентами, 9 — пенсионерами, 6 были неактивными по другим причинам.